# Pritchardia kahukuensis
Pritchardia kahukuensis är en enhjärtbladig växtart som beskrevs av Caum. Pritchardia kahukuensis ingår i släktet Pritchardia och familjen Arecaceae. Inga underarter finns listade i Catalogue of Life.

## Bildgalleri

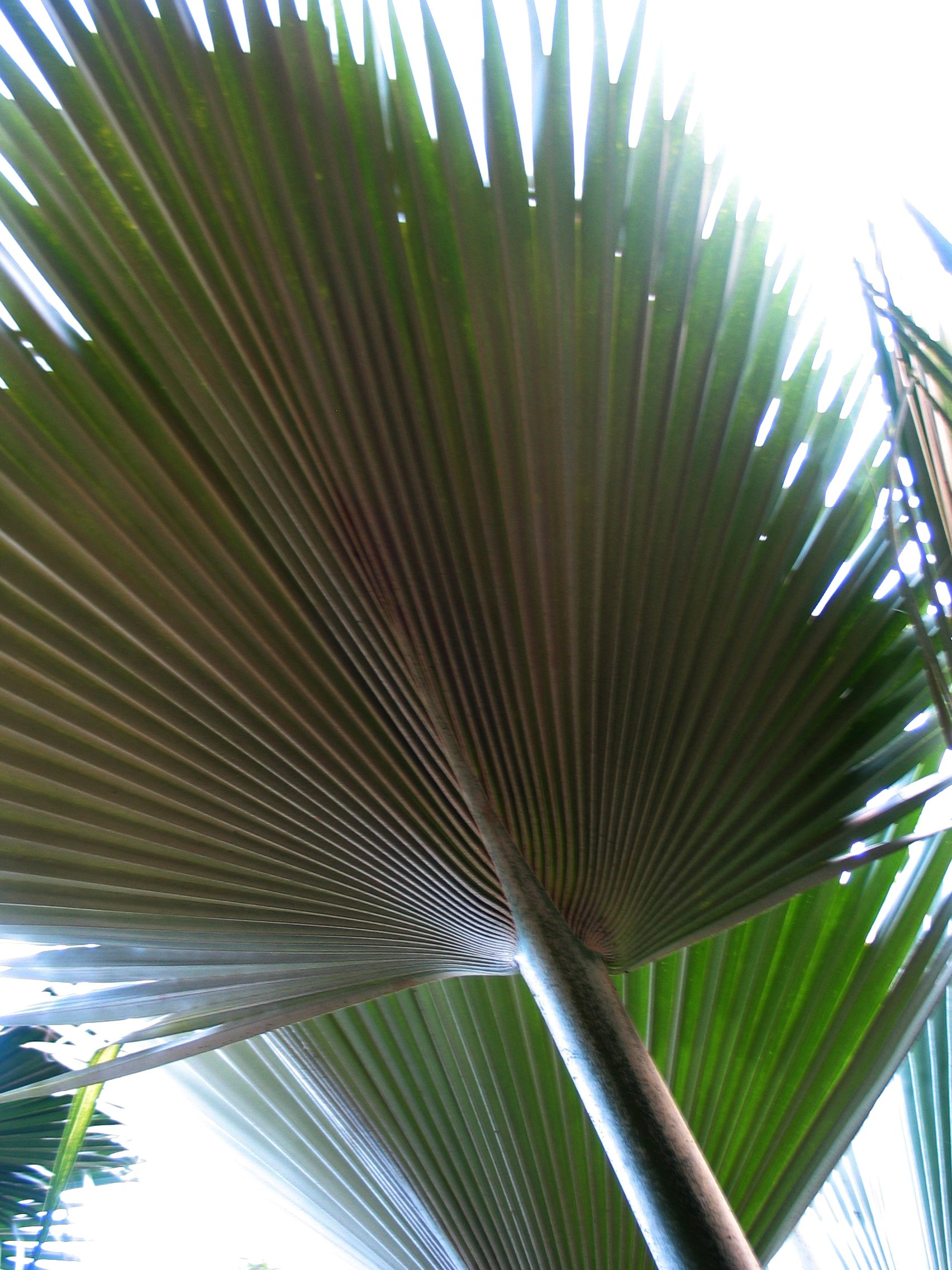